# George Sheldon
George Sheldon, właśc. George Preston Sheldon (ur. 19 listopada 1876) – amerykański tenisista, zwycięzca U.S. National Championships 1897 i U.S. National Championships 1898 w grze podwójnej.

## Kariera tenisowa
George Sheldon wygrał dwa razy U.S. National Championships (obecnie US Open) w konkurencji gry podwójnej mężczyzn, w 1897 i 1898 wspólnie z Leo Ware, a w 1899 był także w finale. W zawodach singlowych raz awansował do ćwierćfinału, w 1896.

### Finały w turniejach wielkoszlemowych

#### Gra podwójna (2–1)
| Końcowy wynik | Nr | Data | Turniej                              | Nawierzchnia | Partner  | Przeciwnicy                 | Wynik finału              |
| ------------- | -- | ---- | ------------------------------------ | ------------ | -------- | --------------------------- | ------------------------- |
| Zwycięzca     | 1. | 1897 | U.S. National Championships, Newport | Trawiasta    | Leo Ware | Harold Mahony Harold Nisbet | 11:13, 6:2, 9:7, 1:6, 6:1 |
| Zwycięzca     | 2. | 1898 | U.S. National Championships, Newport | Trawiasta    | Leo Ware | Holcombe Ward Dwight Davis  | 1:6, 7:5, 6:4, 4:6, 7:5   |
| Finalista     | 1. | 1899 | U.S. National Championships, Newport | Trawiasta    | Leo Ware | Holcombe Ward Dwight Davis  | 4:6, 4:6, 3:6             |